# Heinrich Wilhelm Behm

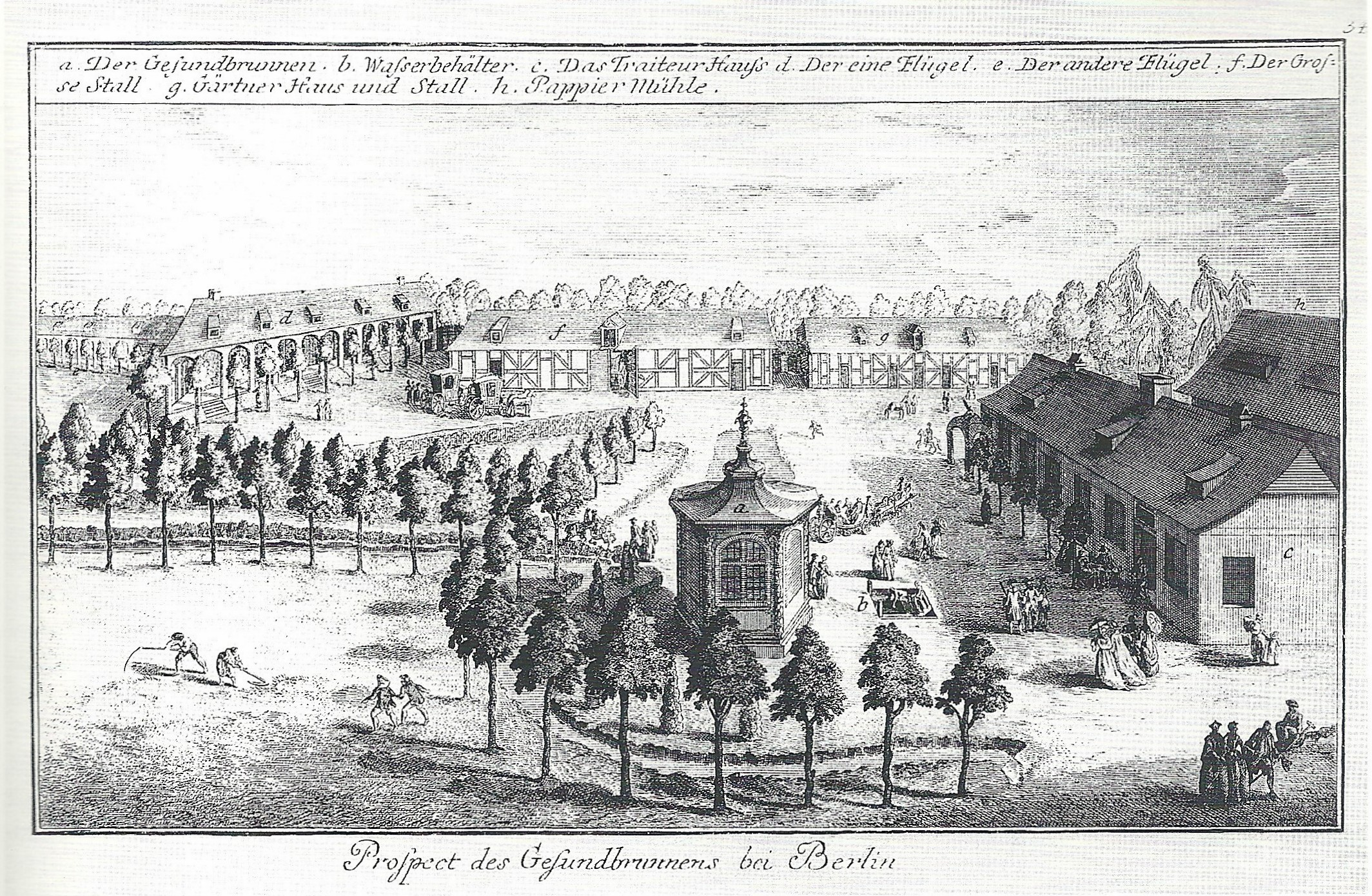
Gesundbrunnen, Kupferstich von Johann Daniel Schleusen um 1770

Heinrich Wilhelm Behm (* 1708 in Erfurt; † 1780 in Berlin) war ein deutscher Arzt und Hof-Apotheker Friedrichs II.

## Leben
Behm studierte an der Universität Erfurt und promovierte dort 1730 mit seiner Inauguraldissertation über Wassersucht (Dissertatio Inauguralis Medica De Hydrope) zum Doktor der Medizin. Nach seinem Studium wurde er Hof-Apotheker Friedrich II. in Berlin.
Anfang des 18. Jahrhunderts wurde an der Panke eine Quelle entdeckt, die sich ab 1748 nachweisen lässt, als ein Berliner Kaufmann das Wasser für seine Kattunfabrik mit Bleiche zu nutzen beabsichtigte. 1751 untersuchte der Chemiker Andreas Sigismund Marggraf die eisenhaltige Quelle, die inzwischen bei den Berlinern den Ruf einer Heilquelle erreicht hatte.
Eine nochmalige Analyse erfolgte 1757, als Behm dem König anbot, ein Heilbad einzurichten. Am 17. März 1757 wandte er sich mit der Bitte an Friedrich II. „auf der Feldmarck Wedding, ohnfern Papier Mühle bei der daselbst befindlichen Mineralischen Quelle“ einen Gesundbrunnen zu etablieren. Beigefügt waren Pläne für die Anlage und die Bitte um eine Pachtgenehmigung von Teilen des sich im königlichen Besitz befindenden Vorwerks Wedding. Da Behm mit seinen Plänen beabsichtigte, aus der Brunnenanlage „ein Schönheit und Kleinod von der Gegend der Königlichen Residentz“ zu machen, erhoffte er sich auch finanzielle Unterstützung. Friedrich II. stellte Baumaterialien zur Verfügung. Das Vorwerk Wedding, zu dem die Quelle gehörte, wurde ihm erst zeitweise und dann 1766 in Erbpacht vergeben.
Behms ursprüngliche Pläne sahen auf einer Anlage von knapp 40 Hektar einen kreisrunden Platz, umgeben von repräsentativen Kolonnaden sowie Logie- und Wirtschaftsgebäuden vor. Herzstück sollte das Badehaus werden, als tempelartige Anlage, bekrönt von einer Herkules-Statue. Radial ausstrahlende Straßen sollten einen umliegenden Park erschließen. Aus Kostengründen ließen sich diese Pläne aber nicht verwirklichen, stattdessen entstand von 1758 bis 1760 an der Panke eine weitaus einfachere Anlage, der Behn den Namen „Friedrichs-Gesundbrunnen“ gab, und die 1760 als Gesund Brunnen offiziell eröffnet wurde. Hierfür gab Behm im Jahr 1760 eine kleine Werbeschrift mit dem Titel Vorläufige Nachricht von dem Gesundbrunnen bei Berlin heraus.
Behm starb 1780. Mit seinem Tod begann der Niedergang der Badeanstalt, seine Erben veräußerten die Erbpacht, die Gebäude verfielen und die Besucher blieben aus. Der Krieg und die Niederlage Preußens 1806 brachten den Kurbetrieb zum Erliegen.
Die in der Gartenstadt Atlantic gelegene Behmstraße erhielt 1894 seinen Namen.

## Werke
- Heinrich Wilhelm Behm: Dissertatio Inauguralis Medica De Hydrope. Joh. Christophorus Heringii, Erfurt 1730 (Göttinger Digitalisierungszentrum).
- Vorläufige Nachricht von dem Gesund-Brunnen bei Berlin; 1760